# Liberalno triletje
Liberalno triletje ali konstitucionalno triletje (špansko trienio liberal ali trienio constitucional) poznamo kot obdobje sodobne zgodovine Španije med letoma 1820 in 1823. To zgodovinsko obdobje, ki je bilo zaznamovano z zmernim liberalizmom, je povzročilo precej zakonodajnih sprememb. 7. marca 1820 je Ferdinand VII. moral priseči na cadiško ustavo, ustaviti je moral tudi špansko inkvizicijo, dva dni zatem, 9. marca 1820, pa se je začelo obdobje liberalnega triletja. Liberalno obdobje je sestavljalo špansko obdobje revolucij in je srednje izmed treh obdobij, na katera delimo vladavino Ferdinanda VII.

## Zgodovina
Ko se je španski kralj Ferdinand VII. leta 1814 vrnil na oblast, je razveljavil delavsko politiko in
zakonodajo dvorcev iz Cadiza z ukinitvijo liberalne ustave iz leta 1812. V Valenciji je 4. maja z
Manifestom Perzijcev (Manifiesto de los persas) ponovno ustanovil vse institucije starega režima.
Večina liberalnih reformatorjev iz cadiških dvorcev je zbežala v Anglijo. S tem se je začelo
absolutistično obdobje vladavine Ferdinanda VII. Kralj se je skupaj z vlado v tem obdobju osredotočal
predvsem na politično čistko podpornikov Francije v španski vojni za neodvisnost. V tem času je bil ta
teritorij poln liberalnih zarot in uporov. Zadnji upor je imenovan po Joaquínu Vidalu, ki je bil 20.
januarja 1819 z ostalimi uporniki v Valenciji usmrčen. S tem se konča absolutistično šestletje
Ferdinandove vladavine.

## Družbeno-politične razmere
Kralj Ferdinand VII je po uspešnem uporu želel ponovno zavzeti španske kolonije v Južni in Srednji
Ameriki. 20. januarja 1820 so se vojaki pod vodstvom poveljnika Rafaela del Riega y Nuñeza uprli zaradi
nekonsistentnega plačevanja, slabe hrane in neustreznih nastanitev. Riego je zahteval takojšnjo
obnovo Ustave iz Cadiza (1812). Marca 1820 so se uporniki premaknili v bližnji San Fernando, kjer so
se pripravljali na napad na Madrid.
Kljub temu, da so bili uporniki relativno šibki, je Ferdinand VII 7. marca 1820 sprejel ustavo in s tem
predal izvršno oblast zakonodajnim oblastem in kraljevo oblast državi. Razen naziva so vso oblast, ki
jo je prej imel kralj, vzeli cadiški dvorci in kralja obsodili na hišni pripor. Leta 1822 so sledile volitve, ki
jih je zanesljivo zmagal Rafael del Riego y Nuñez. Julija istega leta so se privrženci kralja Ferdinanda VII in
kraljeva garda uprli v Madridu in kljub temu, da jih je nacionalna garda hitro nevtralizirala, je ta upor
sprožil državljansko vojno v Kastiliji, Toledu in Andaluziji.
Razlikovanja pa so se še vedno pojavljala na vseh področjih. Notranje spore je še bolj podpihoval
kralj, ki se je v tem času skrivaj pogajal s Sveto alianso o invaziji na Španijo in izkoriščal
nezadovoljstvo vojaških enot, kot je kraljeva garda, kmetov in podpornikov absolutističnega režima
nad liberalno ustavo. Bankrot državne blagajne je preprečil efektivno realizacijo liberalne revolucije v
španski družbi.
Leta 1822 je Kongres v Veroni Francijo, ki je bila del Svete alianse, pooblastil, da pomaga španski
kroni. Ludvik XVIII francoski je poslal sto tisoč sinov svetega Ludvika (del francoske vojske) čez
Pireneje aprila 1823. Neenotna španska vojska ni ponudila veliko upora dobro organiziranim
francoskim silam, ki so zavzele Madrid in Ferdinand VII, ki je bil deležen tudi mednarodne podpore,
je ponovno postal absolutistični vladar.

## Konec liberalnega triletja
Najbolj izpostavljeni predstavniki liberalizma so bili leta 1823 pregnani. Nekateri izmed njih so bili na račun pripadnosti liberalizmu usmrčeni, med njimi tudi Rafael del Riego y Nuñez, ki so ga 7. novembra 1823 obesili na Plaza de la Cebada-
Obdobju liberalnega triletja je sledilo usodno, polno nesreče desetletje (1823-1833), tako imenovana "la Década Ominosa", ki je zadnje obdobje kraljevine Ferdinanda VII.